# Kaleva (assurances)
Pour les articles homonymes, voir Kaleva (homonymie).
La compagnie d'assurance mutuelle Kaleva (finnois : Keskinäinen Vakuutusyhtiö Kaleva), établie en 1874, est la plus ancienne compagnie d'assurance de Finlande ,.

## Présentation
La société est enregistrée le 8 mars 1897 sous le nom "Försäkringsaktiebolaget Kaleva";
Le nom Kaleva sera adopté par la compagnie le 16 octobre 1923.
Kaleva est spécialisée dans la vente de polices d'assurances vie et accidents aux membres de syndicats et d'organisations d'employés ayant signé un accord de coopération.
En plus de l'assurance, Kaleva propose divers produits d'épargne et de retraite, à la fois aux clients individuels et aux entreprises.
Le capital de garantie de Kaleva est de 8,4 millions d'euros et il est détenu pour moitié par Sampo et ses filiales et pour l'autre moitié par Varma et ses filiales,.
Kaleva travaille en étroite collaboration avec Mandatum Life, avec If (fi) et avec d’autres sociétés du groupe Sampo. Kaleva ne fait pas partie du groupe Sampo.
Le siège social et le personnel de Kaleva se trouvent dans les mêmes locaux que Mandatum Life, la filiale de Sampo.